# Barbate (Gerichtsbezirk)
Der Gerichtsbezirk Barbate ist einer der 14 Gerichtsbezirke in der Provinz Cádiz.
Der Bezirk umfasst 2 Gemeinden auf einer Fläche von 406,24 km² mit dem Hauptquartier in Arcos de la Frontera.

## Gemeinden
| Gemeinde               | Einwohner (2024) | Fläche km² | Dichte Einw./km² | Cod INE | Postleitzahl |
| ---------------------- | ---------------- | ---------- | ---------------- | ------- | ------------ |
| Barbate                | 22.709           | 143,36     | 158              | 11007   | 11160        |
| Vejer de la Frontera   | 12.915           | 262,88     | 49               | 11039   | 11150        |
| Gerichtsbezirk Barbate | 35.624           | 406,24     | 88               | –       | –            |